# Oliver Steidle

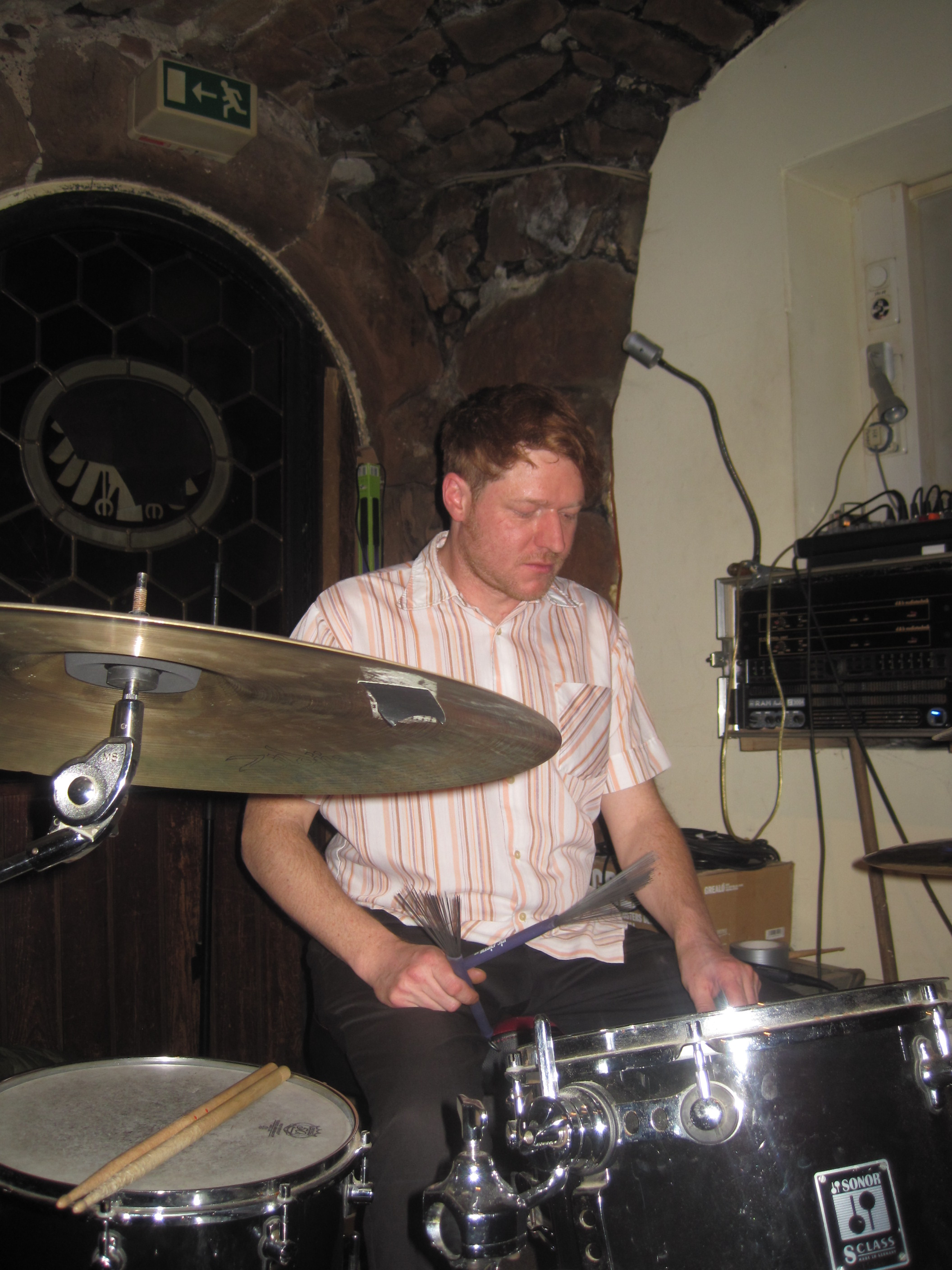
Oliver Steidle (Jazzclub Cavete Marburg 2014)

Oliver Bernd Steidle (* 25. Mai 1975 in Nürnberg) ist ein deutscher Jazz-Schlagzeuger, Komponist und Bandleader der neuen Improvisationsmusik.

## Leben und Schaffen
Steidle wuchs in Nürnberg auf. Als Siebenjähriger lernte er Piano, ab 11 Schlagzeug, ab 16 Jahren Vibraphon. Er sammelte erste Erfahrungen in Garagenrockbands, Jugend Big Bands sowie in der „Bavarian First Herd“ (Big Band) und studierte dann bei Hans-Günter Brodmann an der Hochschule für Musik Nürnberg. Er nahm auch bei Musikern wie Ralph Peterson, Wolfgang Haffner und Jochen Rückert Unterricht. Der Gewinner von zwei Musikwettbewerben (1998, 1999) arbeitete zunächst mit Lutz Häffner, Johannes Fink, Thomas Fink, Rudi Mahall, John Schröder, Peter Weniger und Alejandro Sánchez.
Steidle lebt seit 2001 in Berlin und spielt unter anderem in Formationen mit Kalle Kalima, Alexander von Schlippenbach und Aki Takase sowie Larry Porter, Philipp Gropper und im Uli Kempendorff Quartett. Auf Tourneen spielte er auch in der Schweiz, in Argentinien, China und Afrika. Kooperationen mit internationalen Jazzgrößen wie Louis Sclavis, Tomasz Stańko, Kurt Rosenwinkel, Sean Bergin, Simon Nabatov und Richie Beirach sind belegbar. Im Trio Die dicken Finger (mit dem Gitarristen Olaf Rupp und dem Bassisten Jan Roder) wird ausgehend von den harten Rockmusikstilen Grindcore und Metal deren sportliche Dampfhammerstrukturen durch spielerische Improvisation und radikale Tempiwechsel aufgefächert.

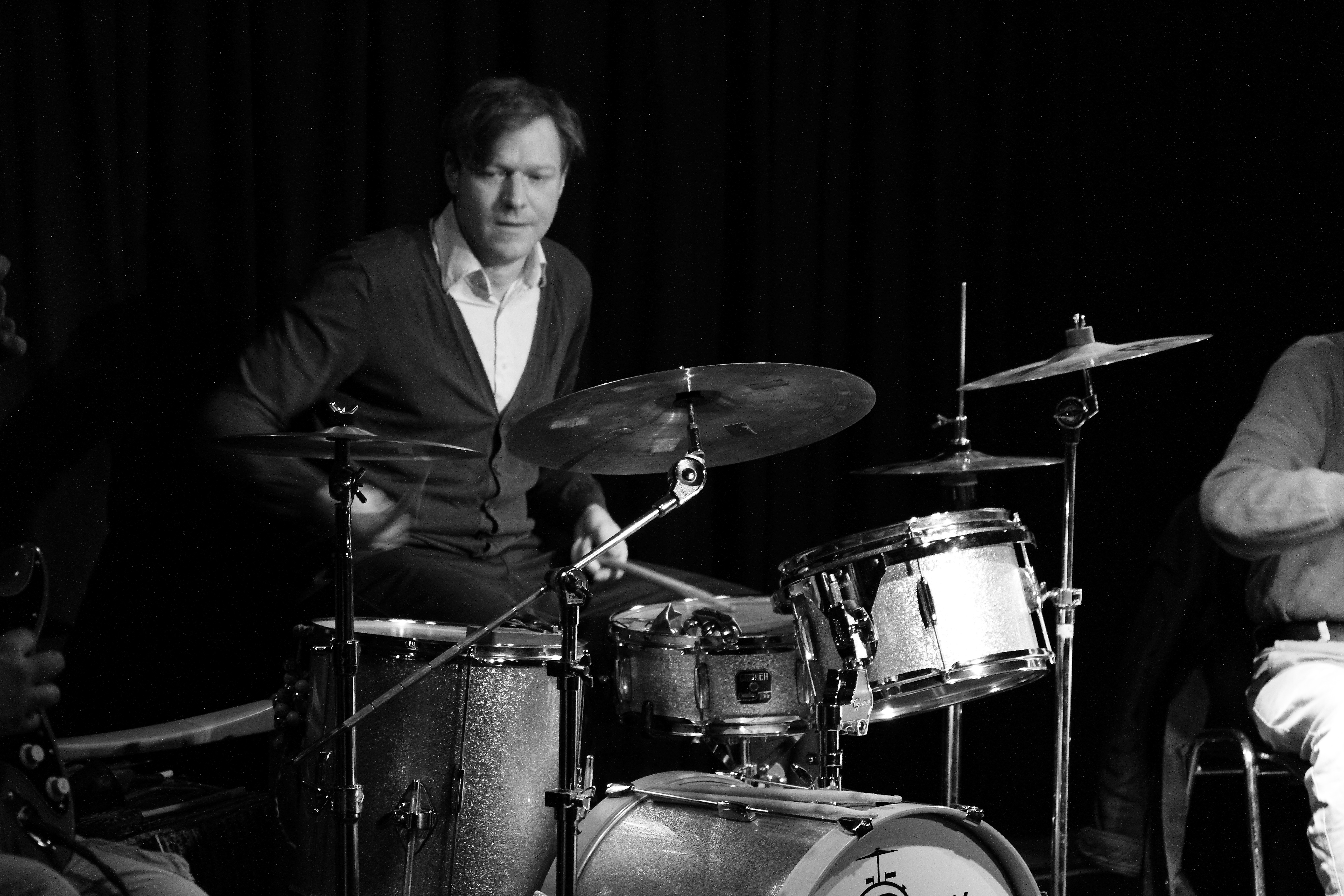
Oliver Steidle (2015)

Die Quartett-Combo Soko Steidle ist nach ihm als Bandleader benannt. Gemeinsam mit Rudi Mahall an der Bassklarinette, Henrik Walsdorff am Altsaxophon, Jan Roder am Bass wird vorwiegend frei improvisiert. Die Berliner Formation Der Rote Bereich wird seit 2002 von ihm maßgeblich mitgestaltet; bei deren Album Risky Business (2002) war er erstmals mit dabei. In der Mitte der 1990er gegründeten Formation Monk's Casino (mit Alex von Schlippenbach, Rudi Mahall, Axel Dörner und Jan Roder), in der er seit 2013 mitwirkt, wird das Gesamtwerk von Thelonious Monk erforscht und neu interpretiert.
Frank Möbus schrieb seinerzeit über Steidle: „mit ihm werden die komplexen Rhythmen verständlicher - er antizipiert die Form der Komposition“. In den von ihm geführten oder als Co-Leader mitgestalteten Formationen stammen viele der Kompositionen aus seiner Feder.
Mit Axel Dörner, Tristan Honsinger und Olaf Rupp spielt er im Quartett HDRS. Mit Dan Nicholls und Hannes Selig entstand das Album Credo (Trouble in the East, 2020). Mit Nicholls, Phil Donkin, Frank Möbus und Philipp Gropper bildete er die von ihm geleiteten Killing Popes. Auch arbeitet er im Trio mit der Gitarristin Steffi Narr und der  mit der Videokünstlerin Saou Tanaka. Zu hören ist er u. a. auch auf Heidi Bayers Album Korsh (2022).
Oliver Steidle ist verheiratet, hat eine Tochter und einen Sohn.

## Preise und Auszeichnungen
Zweimal gewannen Formationen, die Steidle maßgeblich mitprägte, den mit 10.000 Euro dotierten Hauptpreis des Neuen Deutschen Jazzpreis: 2006 mit Der Rote Bereich und 2008 mit Klima Kalima. Im März 2008 erhielt Oliver Steidle zusätzlich den mit 1.000 Euro ausgestatteten Preis für den besten Solisten des Festivals. Mit Philipp Groppers PHILM erhielt er als „Band des Jahres“ den Deutschen Jazzpreis 2021; Steidle wurde 2022 mit dem Deutschen Jazzpreis als Schlagzeuger des Jahres bedacht.

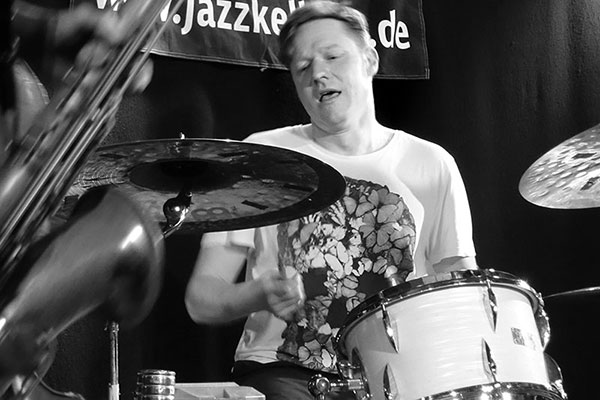
Oliver Steidle im Aufsturz Jazzkeller69 (2015)

## Diskographische Hinweise
- Der Rote Bereich – Risky Business (2002 / ACT Music[14]) mit Frank Möbus, Rudi Mahall
- SoKo Steidle – Reinkommen und Alles Rausholen (2006 / Konnex Records[15]) mit Rudi Mahall, Henrik Walsdorff, Jan Roder
- SoKo Steidle – Blaulicht (2008 / Jazzwerkstatt Berlin Brandenburg) mit Rudi Mahall, Henrik Walsdorff, Jan Roder
- SoKo Steidle – Maximale Langeweile (2010 / Jazzwerkstatt Berlin) mit Rudi Mahall, Henrik Walsdorff, Jan Roder
- Der Rote Bereich – 7 (2010 / Intakt Records[16]) mit Frank Möbus, Rudi Mahall
- SoKo Steidle – Played Ellington (2015 / Jazzwerkstatt Berlin Brandenburg) mit Rudi Mahall, Henrik Walsdorff, Jan Roder
- Field – Heal the Rich (2016 / WhyPlayJazz) mit Uli Kempendorff, Ronny Graupe, Jonas Westergaard
- Oliver Steidle, Hannes Selig, Dan Nicholls: Credo (2020)
- Wanja Slavin, Kalle Kalima, Ronny Graupe, Oliver Steidle: ROWK (2023 / Out of the Shed)[17]
- Ignaz Schick / Ingebrigt Håker Flaten / Oliver Steidle: The Cliffhanger Session (2024)